# MGM Records

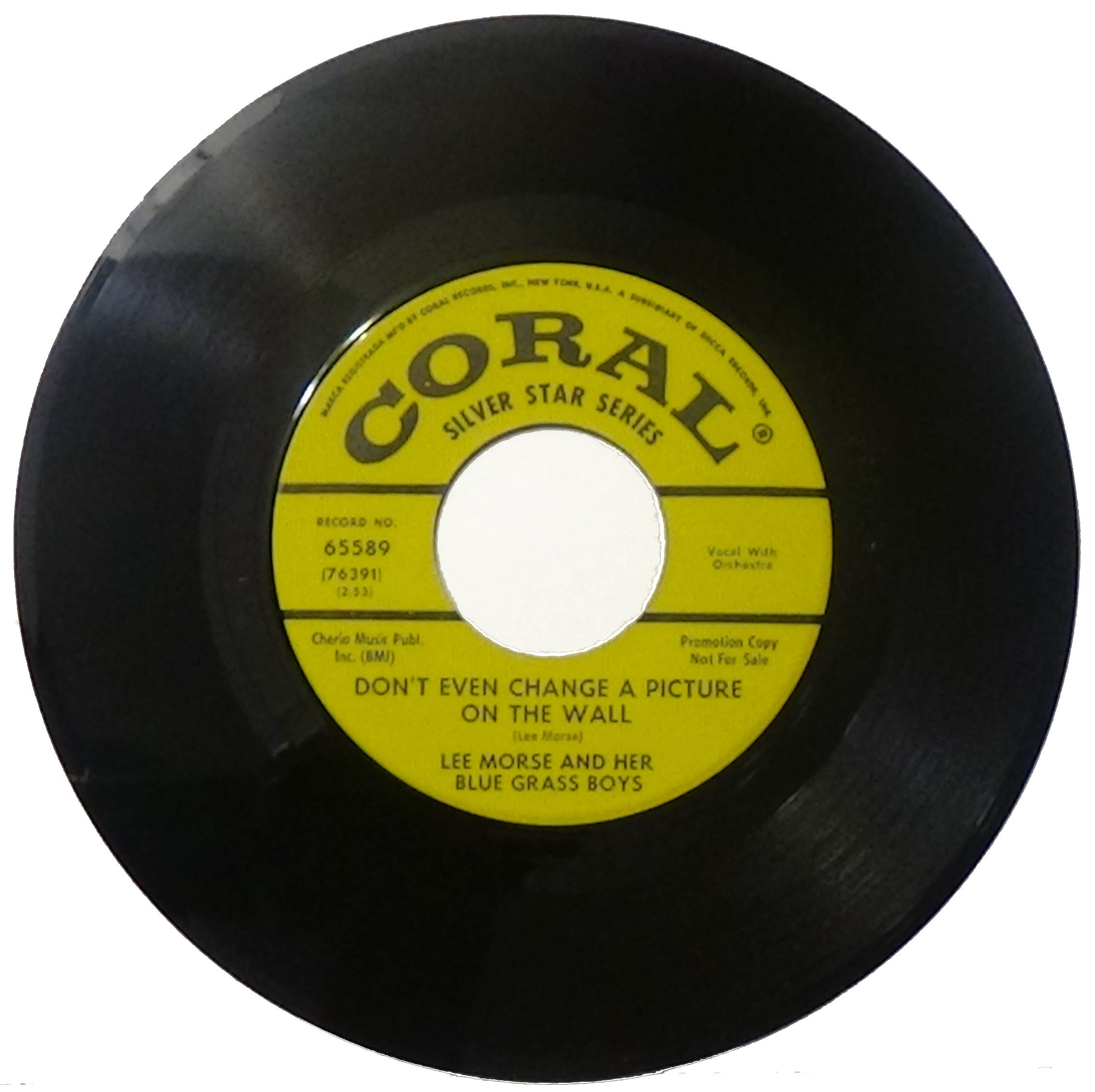
Eine US-amerikanische Platte der MGM Records

MGM Records war ein Musiklabel der Metro-Goldwyn-Mayer-Filmstudios. 
Das Label wurde 1946 gegründet, um die Soundtracks der Metro-Goldwyn-Mayer-Filmproduktion direkt zu vermarkten zu können. Später wurde auf dem Label auch Popmusik veröffentlicht und bis Anfang der 1950er Jahre war es eines der großen, sogenannten Major-Labels. In Deutschland wurden MGM-Aufnahmen von der Deutschen Grammophon lizenziert und ab 1959 als Schwesterlabel von Polydor unter dem MGM-Label vertrieben. Es entstanden auch deutsche Produktionen, vor allem mit Connie Francis. In den 1960er Jahren wurde das Unterlabel Cub Records für den britischen Markt gegründet und 1961 Verve Records von Norman Granz gekauft. 1972 wurde MGM Records an PolyGram verkauft und 1975 aufgelöst.
1928 hatte es allerdings schon mal ein Unternehmen namens Metro-Goldwyn-Mayer Records gegeben. Dessen Musikaufnahmen wurden allerdings nicht öffentlich verkauft, sie stammten aus MGM-Filmen und wurden in den Foyers der Kinos abgespielt.

## Künstler
MGM Records hatte u. a. folgende Künstler unter Vertrag:
| - The Animals - The Blossoms - Lou Christie - Petula Clark (US) - The Cowsills - Sammy Davis junior - Mark Dinning - Tommy Edwards - Bill Evans/Claus Ogerman Orchestra (Plays the Theme from The V.I.P.s and Other Great Songs) - Connie Francis | - Slim Gaillard - Gloria Gaynor - The Gentrys - Stan Getz (Verve) - Herman’s Hermits (US) - Janis Ian (Verve) - Lainie Kazan - Bob Lind (Verve Folkways) - C. W. McCall | - The Mothers of Invention - Wayne Newton - Roy Orbison - The Osmonds - Charlie Parker (Bird Is Free) - Lou Rawls - The Righteous Brothers (Verve) - Tommy Roe (MGM South) - The Royalettes - Neil Sedaka | - George Shearing Quintet - Elke Sommer - Jim Stafford - Johnny Tillotson - Conway Twitty - The Velvet Underground (Verve) - Hank Williams - Hank Williams, Jr. - Sheb Wooley |